# Eloeophila smithersi
Eloeophila smithersi is een tweevleugelige uit de familie steltmuggen (Limoniidae). De soort komt voor in het Afrotropisch gebied.